# 探偵 神宮寺三郎 未完のルポ
『探偵 神宮寺三郎 未完のルポ』（たんてい しんぐうじさぶろう みかんのルポ）は、1996年11月29日にデータイーストから発売されたPlayStationおよびセガサターン用ゲームソフト。「探偵 神宮寺三郎シリーズ」の5作目となり、前作『探偵 神宮寺三郎 時の過ぎゆくままに…』から6年を経て発売された。2009年1月14日にゲームアーカイブスからも配信された。

## ゲーム内容
神宮寺シリーズ共通のコマンド形式である。本作は神宮寺、洋子、熊野、与野の視点で進むザッピングシステムを採用している。前作までのハードボイルドな世界観を、ジャズを主体としたBGMがさらに盛り上げるほか、背景には実写を用いており、キャラクターはアニメーションによる演出なども加わっている。また、レギュラーキャラクターの追加や番外編「謎の事件簿」など後のシリーズにも影響を与える要素が登場したのも本作からである。一方、カーチェイスや尾行など3Dポリゴンを使用したミニゲームも登場するが、これらは後のシリーズでは採用されなかった。

## あらすじ
神宮寺探偵事務所に飲み仲間である池上康明という男から、鍵とメッセージの入った一通のエアメールが送られてきた。エアメールの中身は「しばらく預かってくれ」とだけ書かれた手紙と、厳重に紙に包まれたどこかのコインロッカーの鍵だけ。神宮寺はひっかかるものを感じるも、エアメールをしまう。一方同じ頃、政府開発援助の問題を取材しに、東南アジアにあるムルソン共和国のレムチャ村に滞在しているジャーナリストの与野恭介は、元上司である池上との再開・別れにより、日本へ帰国、後に神宮寺と出会う。神宮寺と与野はお互い協力しあい、事件解決及び池上の残した「未完のルポ」を完成させていく。

## ザッピングシステム
物語の決められたポイントごとに操作するキャラクターをチェンジできる。同じ事件でもキャラクターを換えることで多面的に捉えることができ、プレイする度に新しい発見がある。

## 登場人物
神宮寺 三郎（じんぐうじ さぶろう）
声 - 岸野幸正
神宮寺探偵事務所所長。29歳。シャープな推理力と大胆な行動力を兼ね備えた好漢。
御苑 洋子（みその ようこ）
声 - 大沢つむぎ
神宮寺探偵事務所ただ一人の助手。24歳。神宮寺の秘書的存在の女性。抜群の直感力の持ち主。
熊野 参造（くまの さんぞう）
声 - 立木文彦
新宿淀橋署警部。55歳。正義感が強くて、昔ながらの職人気質。人情家でもある。
風林 豪造（ふうりん ごうぞう）
関東明治組組長。
本作から加わるレギュラー
今泉 直久（いまいずみ なおひさ）
関東明治組若頭。
小林 勇介（こばやし ゆうすけ）
新宿淀橋署警部補。
三好 志保（みよし しほ）
新宿淀橋署鑑識官。
天沼 かすみ（あまぬま かすみ）
神宮寺の行きつけである「バーかすみ」のオーナー。
天沼 まなみ（あまぬま まなみ）
かすみの妹で「バーかすみ」の店員。
前田 明宏（まえだ あきひろ）
新宿ホームレスのリーダー。
ゲスト
ゲストの名前は主に原作者である齋藤竜也の知人の名前を拝借して名づけた
。
与野 恭介
声 - 金丸淳一
レムチャ村に滞在しているルポライター。妻と息子がいる。モデルは齋藤竜也。
池上 康明
創文社の記者で与野の元上司。神宮寺とは飲み仲間。ムルソン共和国の首都ダバンで与野と再開する。
坂井 秀子
洋子に行方不明になった夫の捜索を依頼する。
坂井 公一
秀子の夫で出稼ぎ後に失踪する。
黒田
新宿のホームレス
中井憲治
大切な書類が入ったアタッシュケースの捜索を依頼する。
村長
レムチャ村の長。
ソムチャイ
レムチャ村の漁師。
津崎直也
愛犬プーと散歩中に外国人死体の第一発見者となる。齋藤竜也の一番のお気に入り。
佐々木
バー「ベニス」のマスター。
トーマス・アンダーソン
バー「ベニス」でアルバイトをしていたアメリカ人留学生。事件の被害者。
ミハエル
バー「ベニス」の従業員。
中村和之
臨海地区で働く男
スヴィチャン・ソラダ
中村の同僚。ムルソン人。事件の被害者。
社長
朝日興業の社長
ヤン・ラウグロ
声 - 八戸優
朝日興業の従業員。ムルソン人。第二松崎荘203号室に住んでいる。
丘安 仁
声 - 鈴木英一郎
丘安組の組長。表向きでは上野にある貿易会社「OWI（丘安ワールドインポート）」を経営している経済ヤクザ。
前原 貴史
丘安組が雇った殺し屋。
倉田 鉄人
外国人排斥を主張する政治結社「大日本堂黒会」の会長。
上田
大日本堂黒会に所属する男。
五島正一郎
国会議員
今倉 和也
国立臓器移植研究所に勤務する医師。探偵に興味を持ち神宮寺に協力する。
谷川
東亜総合病院副院長。主に移植を手がけている。
板垣 忠義
東亜総合病院院長。ドナーが見つからず、娘を失っている。
齋藤
東亜総合病院の記録課に勤める。
鶴巻 俊成
声 - 小林修
三紅グループの社長であり、板垣の大学の同級生。息子が難病を患っていた。

## 他機種版
| No. | 発売日        | 対応機種                                                  | タイトル                   | 開発元         | 発売元       | メディア     | 型式 | 売上本数 | 備考 |
| --- | ------------- | --------------------------------------------------------- | -------------------------- | -------------- | ------------ | ------------ | ---- | -------- | ---- |
| 1   | 2009年1月14日 | PlayStation 3 PlayStation Portable （ゲームアーカイブス） | 探偵 神宮寺三郎 未完のルポ | データイースト | ワークジャム | ダウンロード | -    | -        | -    |

## 開発
- 6年ぶりの発売となったきっかけは、既に大学在学中からルポライター・放送作家として活動していた齋藤竜也が本シリーズのファンであり、彼がデータイーストへ持ち込んだことによる[4]。
- パッケージや説明書内のイラストはキャラクターデザインの寺田克也によるものだが、作中のキャラクターはデータイーストの開発スタッフによって描かれたため、キャラクターの雰囲気が大分異なっている。

## 音楽

### 主題歌
- エンディングテーマ「明日を解く鍵」
  - 作詞・作曲： 樋口琴路／編曲：ATOMIC花田／歌：樋口琴路／演奏：GAMADELIC

## スタッフ
- オリジナルキャラクターデザイン：寺田克也（本作ではパッケージ絵のみ）
- シナリオ：斎藤竜也
- 企画：西山英一、稲葉洋敬
- 企画サポート：高橋広志
- グラフィック：佐藤太亮、瀬田一徳、砂田光代、坂本栄美、槇玲子、三好志保、田口智之
- サウンド：ATOMIC花田、Ring Ring、N'gja MIURA、是政、TAKUTO
- プログラマー：佐野弘和、石川裕一郎
- テクニカルアドバイザー：小林治幸、海老沢俊之、石川浩一
- アニメーション原画・動画：スタジオ雲雀
- 撮影協力：古畑信一
- ディレクター：西山英一
- プロジェクトリーダー：石井誠一
- プロジェクトマネージャー：宇賀田俊之

## 評価
PlayStation版
ゲーム誌『ファミ通』のクロスレビューでは合計26点（満40点）となっている。 
セガサターン版
SATURN FANの読者投票による「ゲーム通信簿」での評価は以下の通りとなっており、19.6点（満30点）となっている。
| 項目 | キャラクタ | 音楽 | お買得度 | 操作性 | 熱中度 | オリジナリティ | 総合 |
| 得点 | 3.6        | 3.3  | 3.3      | 3.0    | 3.3    | 3.2            | 19.6 |

## 関連商品
- 攻略本
  - 『探偵 神宮寺三郎 未完のルポ』 頸文社